# Magnolia napoensis
Magnolia napoensis — вид магнолій з амазонської низовини Еквадору та Перу.

## Опис
M. napoensis належить до підсекції Talauma; він схожий на M. rimachii за формою листя, але відрізняється від останнього тим, що він вищий з більшим діаметром і має меншу кількість бічних жилок листя, більшу кількість гіпсофілів, більші квіти, довші зовнішні пелюстки, більш численні тичинки та плоди яйцеподібні та ребристі проти майже кулястих і гладких. Новий вид відрізняється від M. neillii своїм листям з меншою кількістю бічних жилок, голими черешками та кінцевими міжвузлями, більшою кількістю гіпсофілів, меншою кількістю тичинок та яйцеподібними плодами меншого розміру, з меншою кількістю плодолистиків. Magnolia napoensis оцінюється як «під загрозою вимирання» (EN B2ab(iii)) за критеріями МСОП.

## Поширення
Населяє Амазонські низовини Еквадору та Перу.

## Етимологія
Цей вид названий на честь провінції Напо, Еквадор, де розміщено типовий матеріал та інші колекції.